# Nieder-Oberrod
Nieder-Oberrod ist ein Stadtteil von Idstein im südhessischen Rheingau-Taunus-Kreis.

## Geographische Lage
Es handelt sich räumlich gesehen um zwei Dörfer, nämlich Niederrod und Oberrod, die direkt nebeneinander liegen.
Das Doppel-Dorf liegt östlich von Idstein. Östlich des Ortes verläuft die Bundesstraße 8.

## Geschichte

### Chronik
Oberrod wurde, soweit bekannt, erstmals im Jahre 1280 als superior rode und Niederrod um 1300 als inferior rode erwähnt. Die heutige evangelische Kirche wurde 1755 erbaut. In sie wurde das Fensterbild von 1514 aus der Vorgängerkirche integriert.
Fur die  beiden Orte Niederrod und Oberrod wurde im Jahr 1848 erstmals ein gemeinsamer Bürgermeister gewählt.
Die Schule wurde 1854 neu errichtet. Das Dorfgemeinschaftshaus, welches 1982 errichtet wurde, ist der Mittelpunkt des Gemeinschaftslebens.

### Gebietsreform
Im Zuge der Gebietsreform in Hessen schloss sich die bis dahin selbständige Gemeinde Nieder-Oberrod zum 31. Dezember 1971 freiwillig der Stadt Idstein an. Für den Stadtteil Nieder-Oberrod wurde, wie für die übrigen Stadtteile von Idstein, ein Ortsbezirk mit Ortsbeirat und Ortsvorsteher nach der Hessischen Gemeindeordnung eingerichtet.

### Verwaltungsgeschichte im Überblick
Die folgende Liste zeigt die Staaten und Verwaltungseinheiten, denen Nieder-Oberrod angehört(e):
- vor 1721: Heiliges Römisches Reich, Grafschaft Nassau-Idstein, Amt Idstein
- ab 1721: Heiliges Römisches Reich, Grafschaft Nassau-Ottweiler, Amt Idstein
- ab 1728: Heiliges Römisches Reich, Fürstentum Nassau-Usingen, Amt Idstein
- 1787: Heiliges Römisches Reich, Fürstentum Nassau-Usingen, Oberamt oder Herrschaft Idstein
- ab 1806: Herzogtum Nassau,[Anm. 2] Amt Idstein
- ab 1849: Herzogtum Nassau, Regierungsbezirk Wiesbaden, Kreisamt Langen-Schwalbach[Anm. 3] (Justizamt Idstein)
- ab 1854: Herzogtum Nassau, Regierungsbezirk Wiesbaden, Amt Idstein
- ab 1867/68: Königreich Preußen,[Anm. 4] Provinz Hessen-Nassau, Regierungsbezirk Wiesbaden, Untertaunuskreis[Anm. 5]
- ab 1871: Deutsches Reich, Königreich Preußen, Provinz Hessen-Nassau, Regierungsbezirk Wiesbaden, Untertaunuskreis
- ab 1918: Deutsches Reich (Weimarer Republik), Freistaat Preußen, Provinz Hessen-Nassau, Regierungsbezirk Wiesbaden, Untertaunuskreis
- ab 1944: Deutsches Reich, Freistaat Preußen, Provinz Nassau, Untertaunuskreis
- ab 1945: Amerikanische Besatzungszone,[Anm. 6] Groß-Hessen, Regierungsbezirk Wiesbaden, Untertaunuskreis
- ab 1946: Amerikanische Besatzungszone, Land Hessen, Untertaunuskreis
- ab 1949: Bundesrepublik Deutschland, Land Hessen, Untertaunuskreis
- ab 1968: Bundesrepublik Deutschland, Regierungsbezirk Darmstadt, Untertaunuskreis
- ab 1972: Bundesrepublik Deutschland, Regierungsbezirk Darmstadt, Untertaunuskreis, Stadt Idstein[Anm. 7]
- ab 1977: Bundesrepublik Deutschland, Regierungsbezirk Darmstadt, Rheingau-Taunus-Kreis, Stadt Idstein

### Einwohnerentwicklung

#### Einwohnerzahlen
- 1566: Oberrod: 13 Haushaltungen; Niederrod: 15 Haushalte[1]

| Nieder-Oberrod: Einwohnerzahlen von 1834 bis 2020 | Nieder-Oberrod: Einwohnerzahlen von 1834 bis 2020 | Nieder-Oberrod: Einwohnerzahlen von 1834 bis 2020 | Nieder-Oberrod: Einwohnerzahlen von 1834 bis 2020 | Nieder-Oberrod: Einwohnerzahlen von 1834 bis 2020 |
| --- | ------------------------------------------------- | ------------------------------------------------- | ------------------------------------------------- | ------------------------------------------------- |
| Jahr |                                                   |                                                   |                                                   | Einwohner                                         |
| 1834 | 1834                                              |                                                   | 217                                               | 217                                               |
| 1840 | 1840                                              |                                                   | 225                                               | 225                                               |
| 1846 | 1846                                              |                                                   | 229                                               | 229                                               |
| 1852 | 1852                                              |                                                   | 226                                               | 226                                               |
| 1858 | 1858                                              |                                                   | 208                                               | 208                                               |
| 1864 | 1864                                              |                                                   | 214                                               | 214                                               |
| 1871 | 1871                                              |                                                   | 222                                               | 222                                               |
| 1875 | 1875                                              |                                                   | 211                                               | 211                                               |
| 1885 | 1885                                              |                                                   | 224                                               | 224                                               |
| 1895 | 1895                                              |                                                   | 227                                               | 227                                               |
| 1905 | 1905                                              |                                                   | 201                                               | 201                                               |
| 1910 | 1910                                              |                                                   | 209                                               | 209                                               |
| 1925 | 1925                                              |                                                   | 197                                               | 197                                               |
| 1939 | 1939                                              |                                                   | 181                                               | 181                                               |
| 1946 | 1946                                              |                                                   | 284                                               | 284                                               |
| 1950 | 1950                                              |                                                   | 287                                               | 287                                               |
| 1956 | 1956                                              |                                                   | 252                                               | 252                                               |
| 1961 | 1961                                              |                                                   | 262                                               | 262                                               |
| 1967 | 1967                                              |                                                   | 292                                               | 292                                               |
| 1970 | 1970                                              |                                                   | 308                                               | 308                                               |
| 1980 | 1980                                              |                                                   | ?                                                 | ?                                                 |
| 1990 | 1990                                              |                                                   | ?                                                 | ?                                                 |
| 2000 | 2000                                              |                                                   | ?                                                 | ?                                                 |
| 2011 | 2011                                              |                                                   | 519                                               | 519                                               |
| 2014 | 2014                                              |                                                   | 537                                               | 537                                               |
| 2020 | 2020                                              |                                                   | 526                                               | 526                                               |
| Datenquelle: Historisches Gemeindeverzeichnis für Hessen: Die Bevölkerung der Gemeinden 1834 bis 1967. Wiesbaden: Hessisches Statistisches Landesamt, 1968. Weitere Quellen: LAGIS; Stadt Idstein:; Zensus 2011 |                                                   |                                                   |                                                   |                                                   |

#### Einwohnerstruktur
Nach den Erhebungen des Zensus 2011 lebten am Stichtag dem 9. Mai 2011 in Nieder-Oberrod 519 Einwohner. Darunter waren 24 (4,6 %) Ausländer.
Nach dem Lebensalter waren 78 Einwohner unter 18 Jahren, 195 zwischen 18 und 49, 99 zwischen 50 und 64 und 144 Einwohner waren älter.
Die Einwohner lebten in 195 Haushalten. Davon waren 45 Singlehaushalte, 63 Paare ohne Kinder und 63 Paare mit Kindern, sowie 18 Alleinerziehende und 3 Wohngemeinschaften. In 36 Haushalten lebten ausschließlich Senioren und in 132 Haushaltungen lebten keine Senioren.

#### Religionszugehörigkeit
| • 1895: | 222 evangelische (= 99,11 %), zwei katholische (= 0,89 %) Einwohner |
| • 1961: | 228 evangelische (= 86,04 %), 36 katholische (= 13,58 %) Einwohner  |

## Sehenswürdigkeiten

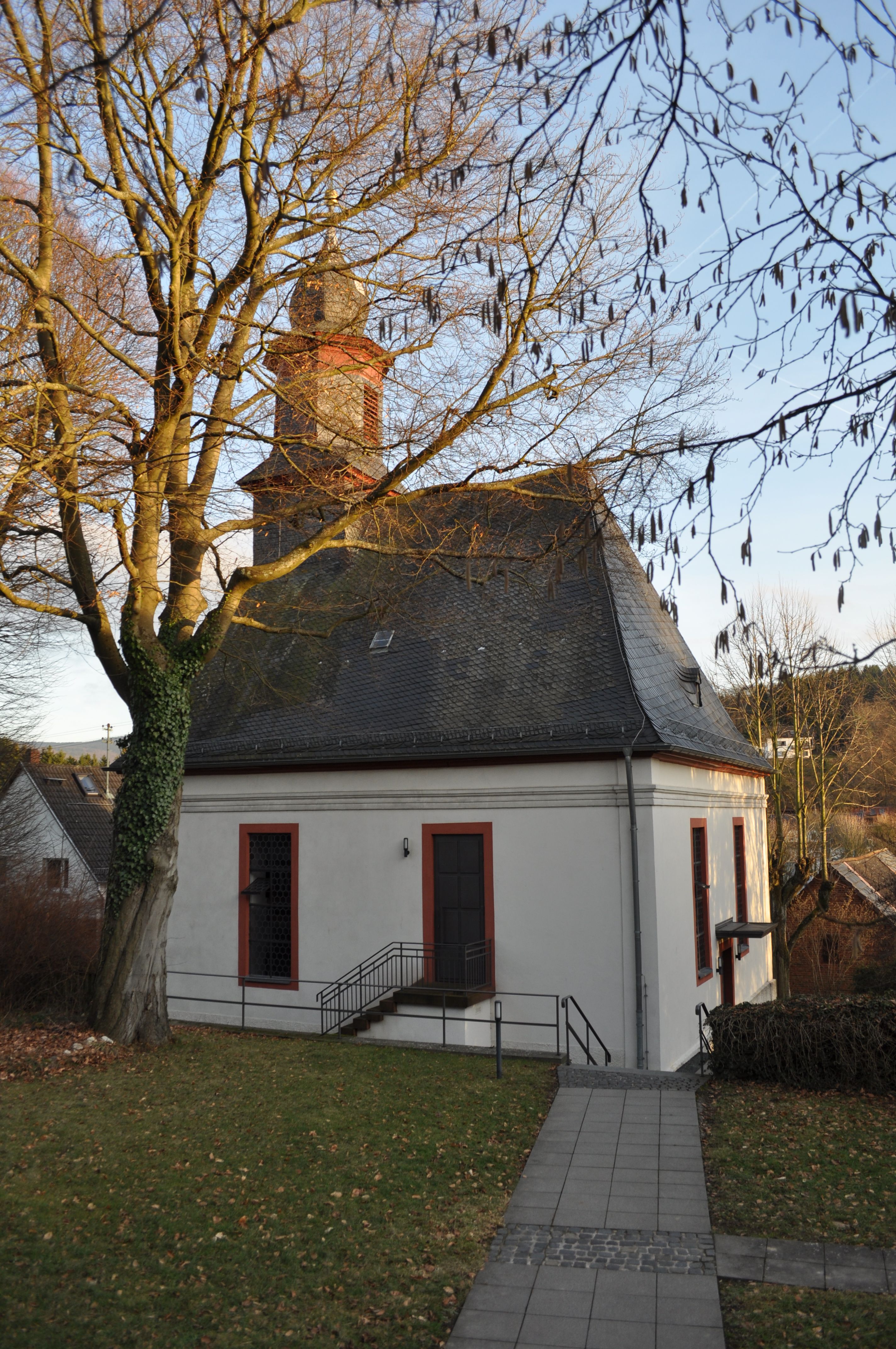
Kirche
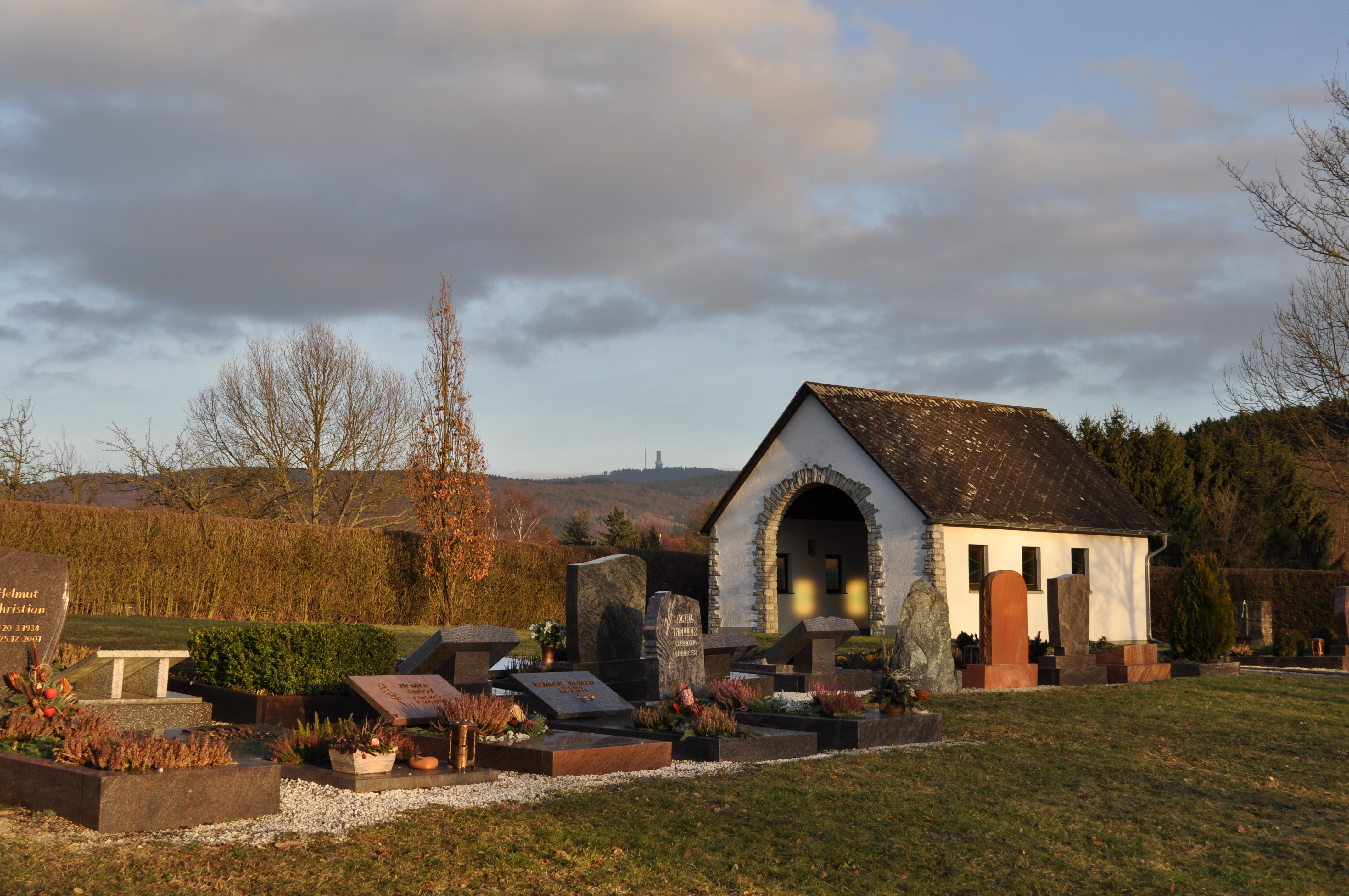
Friedhof
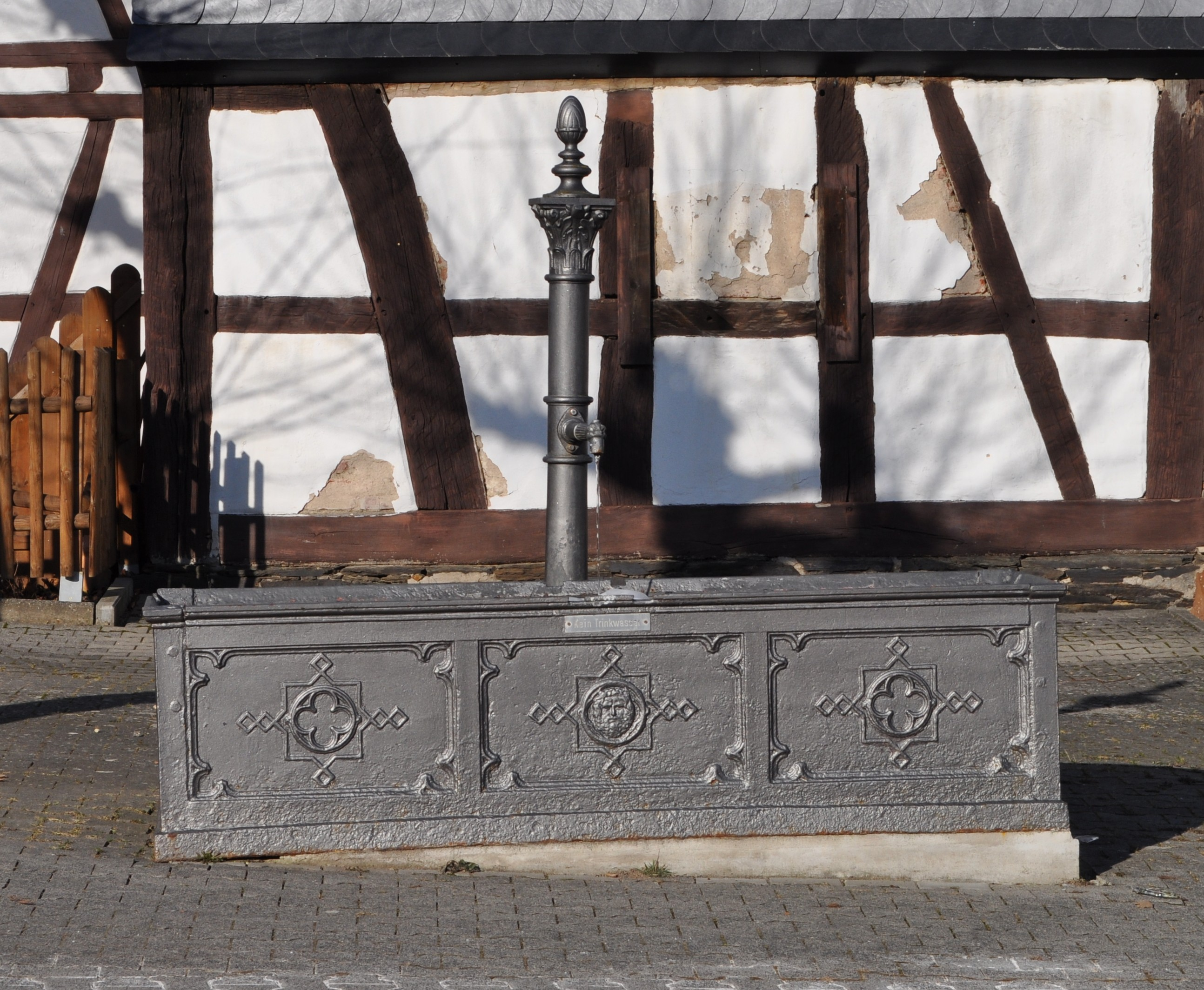
Gusseiserner Brunnen in der Ortsmitte

## Verkehr
Den öffentlichen Personennahverkehr stellt die Buslinie 223 der Rheingau-Taunus-Verkehrsgesellschaft sicher.

## Söhne und Töchter des Ortes
- Carl Jakob Frankenbach (1861–1937), nassauischer Maler und Illustrator